# U-33 (1936)
U-33 — средняя немецкая подводная лодка типа VIIA, времён Второй мировой войны. Заказ на постройку был отдан 25 марта 1935 года. Лодка была заложена на верфи судостроительной компании «Germaniawerft» в Киле 1 сентября 1935 год под заводским номером 556. Спущена на воду 11 июня 1936 года. 25 июля 1936 года принята на вооружение и под командованием Оттохейнриха Юнкера (нем. Ottoheinrich Junker) вошла в состав 2-й флотилии «Зальцведель».

## История службы

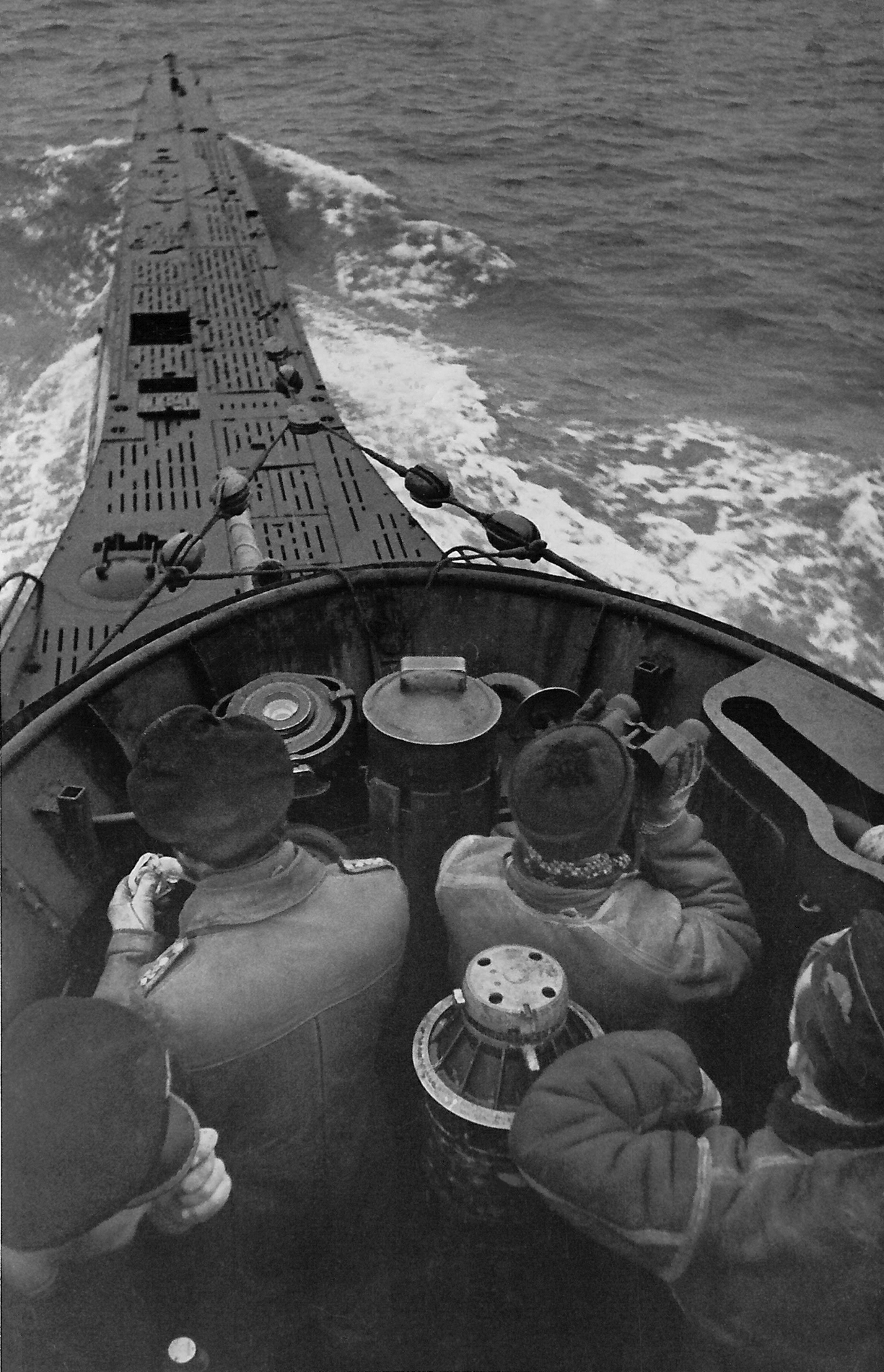
Подводная лодка U-33 в море

Лодка совершила 3 боевых похода. Потопила 10 судов суммарным водоизмещением 19 261 брт, одно судно водоизмещением 3 670 брт повреждено и не восстанавливалось.
U-33 с ноября 1936 года принимала участие в Операции Урсула — операции немецкого подводного флота по поддержке военно-морского флота Франко во время Гражданской война в Испании.
20 ноября 1939 года артогнём потопила три британских паровых траулера. В 10:30 Thomas Hankins в 14 морских милях (26 км) к северо-западу от острова Тори; в 16:00 Delphine в 18 морских милях (33 км) к северу-северо-востоку от острова Тори и в 17:05 Sea Sweeper в 25 морских милях (46 км) к западу-северо-западу от острова Тори. Экипаж Thomas Hankins под командованием М.Ханкинса (англ. M. Hankins) был спасен другим траулером десятью часами позже и высажен в Северной Ирландии. Они сообщили, что были обстреляны без предупреждения. Второй снаряд прошёл сквозь котлы, в результате чего траулер затонул примерно за 25 минут.
21 ноября 1939 года в 08:30 при сильном волнении примерно в 73 морских милях (135 км) к северо-западу от острова Ратлин был потоплен траулер FD87 Sulby. Экипажу удалось спустить на воду две шлюпки, после того, как субмарина выпустила два снаряда в среднюю часть корабля, который затонул за две минуты. Капитан ПЛ показал на команду и засмеялся. Одна из шлюпок с Гародьдом Блэкбурном, Джеймсом Хэй, Джеймсом Геддесом, Фредом Брунтом, Августосом Льюисом, Сидни Меллишем и Джеком Трелфолом (англ. Harold Blackburn, James Hay, James Geddes, Fred Brunt, Augustus Lewis, Sydney Mellish and Jack Threlfall) была подобрана на следующий день спасательной шлюпкой из города Тобермори. Вторая шлюпка была затеряна в море вместе с пятью членами экипажа включая шкипера, Кларенса Хадсона (англ. Clarence Hudson); Мэйта Джона Майкла (Джек) Доусона (англ. Mate John Michael (Jack) Dawson); и палубных матросов Рэймонда Рэндлса, Джеймса Вуда и Р. А. Листера (англ. Raymond Randles, James Wood and R.A. Lister).
Примерно через час или чуть позже, в том же месте U-33 потопила ещё один траулер — William Humphries. Весь экипаж в 13 человек погиб. Двое из них были похоронены на кладбище Cill Chriosd на острове Скай.

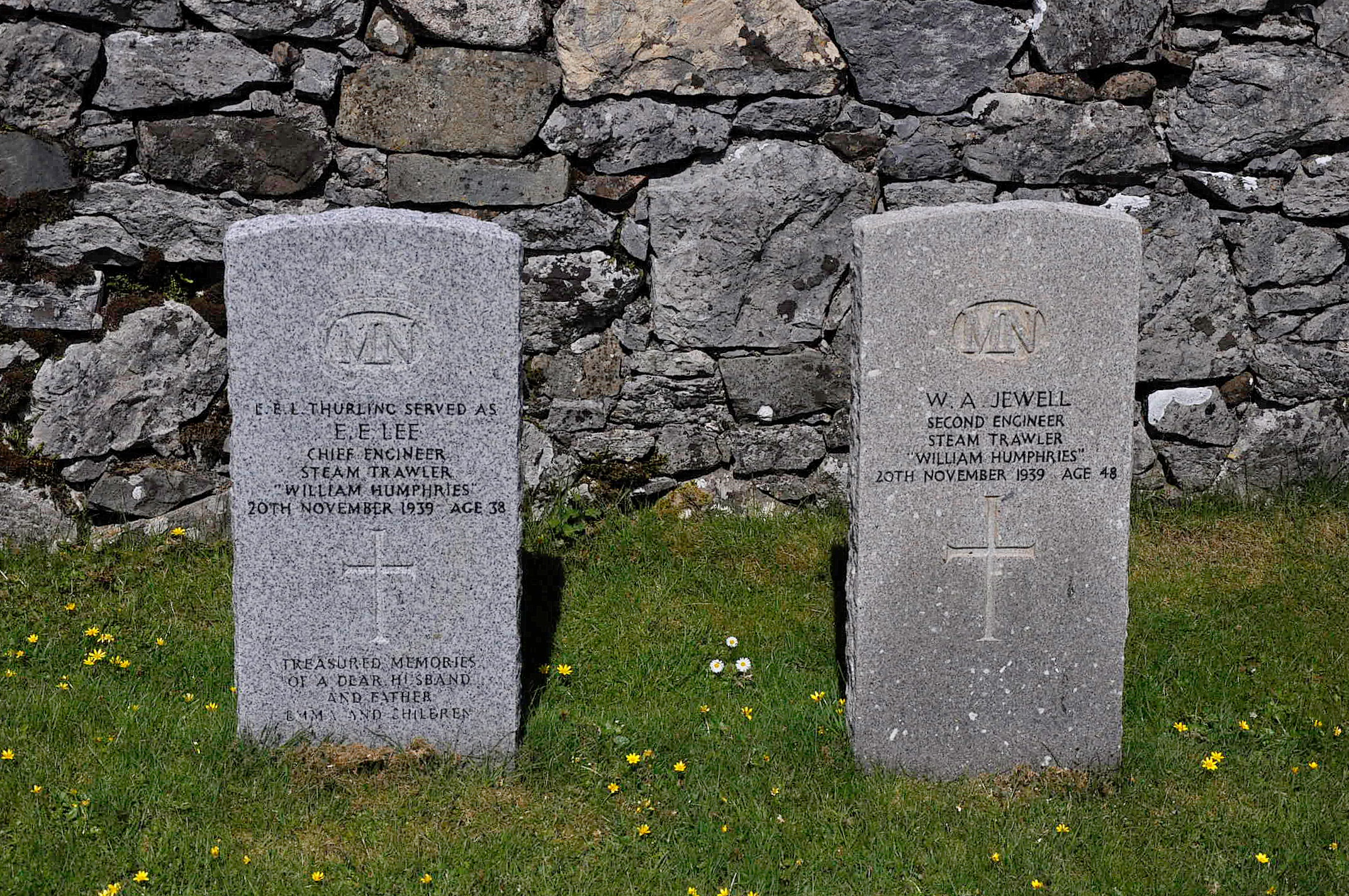
Могилы двух членов команды "William Humphries"

## Судьба
В феврале 1940 года U-33, под командованием Ханса-Вильгельма фон Дрески (нем. Hans-Wilhelm von Dresky) получила приказ на постановку мин в Ферт-оф-Клайд в Шотландии. Однако тральщик HMS Gleaner (J83), под командованием Лейтенанта-Коммандера Хью Прайса, 12 февраля обнаружил лодку и через несколько часов, в районе с координатами 55°25′ с. ш. 05°07′ з. д., сбросил на неё глубинные бомбы. Поврежденная U-33 была вынуждена всплыть и экипаж покинул лодку, которая вскорости затонула. 17 членов экипажа выжило, 25 погибло. Прежде чем лодка была покинута, секретные роторы шифровальной машины «Энигма» были распределены между несколькими членами экипажа, которым были даны указания выкинуть их в море, чтобы избежать захвата. Это, однако, сделано не было и, в результате, Британия захватила три ротора, включая два (VI и VII), использовавшихся только в кригсмарине, и схема подключения которых была неизвестна.

## Флотилии
- 25 июля 1936 года — 12 февраля 1940 года — 2-я флотилия

## Командиры
- 25 июля 1936 года — 28 октября 1938 года Оттогейнрих Юнкер
- 22 ноября 1936 года — 20 декабря 1936 года капитан-лейтенант Курт Фрейвальд
- 3 июня 1937 года — 25 июля 1937 года капитан-лейтенант Курт Фрейвальд
- 29 октября 1938 года — 12 февраля 1940 года капитан-лейтенант Ганс-Вильгельм фон Дрески

## Потопленные суда
| Дата              | Тип                  | Принадлежность      | Дата             | Тоннаж (БРТ) | Груз                                    | Судьба                                                                                   | Место                     |
| SS Olivegrove     | грузовое судно       | Великобритания      | 7 сентября 1939  | 4 060        | 4500 тонн сахара                        | потоплен                                                                                 | 49°05′ с. ш. 15°58′ з. д. |
| SS Arkleside      | грузовое судно       | Великобритания      | 16 сентября 1939 | 1 567        | 2500 тонн угля и каменноугольного кокса | потоплен                                                                                 | 48°00′ с. ш. 9°30′ з. д.  |
| Caldew            | рыболовецкий траулер | Великобритания      | 24 сентября 1939 | 287          |                                         | потоплен                                                                                 | 60°47′ с. ш. 6°20′ з. д.  |
| Delphine          | рыболовецкий траулер | Великобритания      | 20 ноября 1939   | 250          |                                         | потоплен                                                                                 | 55°27′ с. ш. 8°12′ з. д.  |
| Sea Sweeper       | рыболовецкий траулер | Великобритания      | 20 ноября 1939   | 329          |                                         | потоплен                                                                                 | 55°20′ с. ш. 8°45′ з. д.  |
| Thomas Hankins    | рыболовецкий траулер | Великобритания      | 20 ноября 1939   | 276          |                                         | потоплен                                                                                 | 55°12′ с. ш. 10°20′ з. д. |
| Sulby             | рыболовецкий траулер | Великобритания      | 21 ноября 1939   | 287          |                                         | потоплен                                                                                 | 55°27′ с. ш. 8°01′ з. д.  |
| William Humphries | рыболовецкий траулер | Великобритания      | 21 ноября 1939   | 276          |                                         | потоплен                                                                                 | 55°27′ с. ш. 8°01′ з. д.  |
| SS Borkum         | грузовое судно       | Нацистская Германия | 23 ноября 1939   | 3 670        | в балласте                              | захвачен англичанами в качестве приза, торпедирован по пути на базу, не восстанавливался | 59°33′ с. ш. 3°57′ з. д.  |
| SS Stanholme      | грузовое судно       | Великобритания      | 25 декабря 1939  | 2 473        |                                         | подорвался на мине                                                                       | 51°20′ с. ш. 3°39′ з. д.  |
| SS Inverdargle    | танкер               | Великобритания      | 16 января 1940   | 9 456        | 12554 тонн авиационного керосина        | подорвался на мине                                                                       | 51°16′ с. ш. 3°43′ з. д.  |

## В компьютерных играх
Подводная лодка класса VIIA U-33 является первым судном, которым командует игрок в игре Silent Hunter 5: Battle of the Atlantic. На ней игрок проходит первые миссии кампании «Прибрежные воды (1939)» — «Балтийскую кампанию», «Восточное побережье Британии» и «Взлом Цитадели».